# 片川雅美
片川 雅美（かたかわ まさみ、1973年10月17日 - ）は、福井県を拠点に活動するフリーアナウンサー・司会者。
身長162cm。血液型はO型。

## 経歴
福井市出身。仁愛女子高等学校時代にセオドア・ルーズベルトハイスクールへ留学、大阪外国語大学、ハワイ大学ヒロ校を経てNHK福井放送局の契約アナウンサーを3年経験した後フリーに転じ、テレビ番組、ラジオ番組に出演。同時に福井県立大学大学院に在学した。
2016年の時点ではテレビやラジオ番組に出演、番組企画をしているほか、英語通訳家としても活動。

## 出演

### テレビ
福井テレビ
- 「タイムリー福井」　同時通訳
- 「おかえりなさ〜い」「夏休み 家族で満喫！若狭ドライブプラン」
- 「舞鶴若狭自動車道 開通記念特番　「あいらぶ若狭」

NHK福井放送局
- ニュース番組「もぎたて！情報市場」

キャスター
- 「おはよう福井」リポート
- その他、中継や旅番組のリポーター

### ラジオ
FM福井
- 「White paradise FM」パーソナリティー

たんなん夢レディオ
- FM開局特番　メインパーソナリティ

### 映画
- 2012年 - 「HAPPY!メディアな人々。」（丹南ケーブルテレビ）
- 2013年 - 「カタラズのまちで」（監督：津田寛治、短編作品）